# Drepanogynis tornimacula
Drepanogynis tornimacula là một loài bướm đêm trong họ Geometridae.